# 21570 Muralidhar
21570 Muralidhar è un asteroide della fascia principale del diametro medio di circa 17,78 km. Scoperto nel 1998, presenta un'orbita caratterizzata da un semiasse maggiore pari a 2,5909949 UA e da un'eccentricità di 0,1380122, inclinata di 13,20252° rispetto all'eclittica.